# Indonéz nyelv
Az indonéz nyelv (indonézül bahasa Indonesia; magyarul: Indonézia nyelve) Indonézia hivatalos nyelve. A nyelv mai formája a maláj nyelv egyik nyelvjárásának szabványosításával jött létre az indonéz függetlenség 1945-ös kikiáltását követően. A két nyelv máig sok hasonlóságot mutat. Az indonéz a maláj-polinéz nyelvek egyike.

## Földrajzi elterjedése és státusza
Indonézia a világ negyedik legnépesebb országa. Népességének közel 100%-a, mintegy 250 millió fő beszéli az indonézt, így ez a világ egyik legtöbbek által beszélt nyelve. A legtöbb indonéz ezen kívül beszéli otthona helyi nyelvét vagy nyelvjárását is (például a minangkabaut, a szundát, a jávait és még számos nyelvet vagy nyelvjárást), amelyeket sokkal gyakrabban alkalmaznak a napi érintkezés során a helyi közösségben. Ezzel szemben mind a közoktatás, a média és minden egyéb nemzeti szintű kommunikáció indonézül folyik.
Anyanyelvként az indonéz nyelvet az országban, 2010-ben mintegy 43 millió fő ember használta.
A korábban Indonézia részét képező Kelet-Timorban a nyelvet a két hivatalos munkanyelv egyikeként ismerik el az angol mellett.

## Ábécé
A betűk: a, b, c, d, e, f, g, gh, h, i, j, k, kh, l, m, n, ny, ng, o, p, q, r, s, sy, t, u, v, w, y, z
Az alábbiak kivételével a betűk kiejtése megfelel a magyar ábécé szerintivel:
- az a kiejtése á,
- a c kiejtése cs,
- az e kiejtése ə (schwa) vagy é,
- a gh kiejtése r,
- a j kiejtése dzs,
- a kh kiejtése h,
- a q kiejtése k,
- az s kiejtése sz,
- az sy kiejtése s,
- az y kiejtése j.

## Nyelvtana

### Főnevek
A főneveknek nincs nyelvtani neme, a többesszámot pedig azok megduplázásával fejezzük ki.
| indonézül       | magyarul  |
| --------------- | --------- |
| beruang         | medve     |
| beruang-beruang | medvék    |
| mobil           | gépkocsi  |
| mobil-mobil     | gépkocsik |

### Névmások
Az indonéz nyelv a magyarhoz hasonlóan nem különbözteti meg az egyes szám harmadik személyt annak neme szerint, ellenben két különböző névmást használ a többes szám első személyre. A kami nem foglalja magában a másik felet, a kita igen, például:
- Kita pergi ke sekolah. Megyünk az iskolába. (Te is jössz.)
- Kami pergi ke sekolah. Megyünk az iskolába. (Te nem jössz.)

Fontos megjegyezni, hogy a magyar nyelv magázási rendszeréhez hasonlóan az indonéz nyelvben is megkülönböztetünk udvarias, illetve bizalmas névmásokat.
| udvarias (magázás) | bizalmas (tegezés) | magyarul        |
| ------------------ | ------------------ | --------------- |
| saya               | aku                | én              |
| Anda               | kamu, engkau       | te (Ön)         |
| Beliau             | dia, ia            | ő               |
| kita               | kita               | mi (te és én)   |
| kami               | kami               | mi (ő[k] és én) |
| Anda sekalian      | kalian             | ti (Önök)       |
| mereka             | mereka             | ők              |

A birtokos viszonyt alapvetően a tárgy mögé elhelyezett névmással fejezzük ki, például: buku saya (a könyvem).
A bizalmas viszonyban a birtokos esetet toldalékokkal is kifejezhetjük:
| bizalmas (tegezés) | birtokos toldalék | magyarul  |
| ------------------ | ----------------- | --------- |
| aku                | -ku               | enyém, -m |
| kamu               | -mu               | tiéd, -d  |
| dia, ia            | -nya              | övé, -ja  |

Gyakran hivatalos viszonyban az általánosabb Anda (Ön) helyett az alábbiakat használják:
| indonézül        | magyarul   |
| ---------------- | ---------- |
| bapak, pak, tuan | uram       |
| ibu, bu, nyonya  | asszonyom  |
| saudara, mas     | bátyám     |
| saudari, mbak    | nővérem    |
| nona             | kisasszony |

Bizalmasabb viszonyban előforduló megszólítások:
| indonézül   | magyarul                                |
| ----------- | --------------------------------------- |
| paman, om   | bátya, bácsikám                         |
| bibi, tante | nénje, nénikém                          |
| kak, kakak  | testvérem (nőkre és férfiakra egyaránt) |

Bár elavultnak számít, előfordulhat az önlealacsonyító hamba („szolgája”) használata a saya („én”) helyett, főként imádságokban, noha a saya is a sahaya („szolgáló”) szóból alakult ki.

### Számnevek
| szám | indonéz név    |
| ---- | -------------- |
| 0    | kosong, nol    |
| 1    | satu           |
| 2    | dua            |
| 3    | tiga           |
| 4    | empat          |
| 5    | lima           |
| 6    | enam           |
| 7    | tujuh          |
| 8    | delapan        |
| 9    | sembilan       |
| 10   | sepuluh        |
| 11   | sebelas        |
| 12   | dua belas      |
| 20   | dua puluh      |
| 21   | dua puluh satu |
| 30   | tiga puluh     |
| 100  | seratus        |
| 1000 | seribu         |

### Melléknevek
A melléknevek jelzőként a jelzett szó mögé kerülnek, például: mobil yang mahal („drága gépkocsi”, szoros fordításban „a gépkocsi, ami drága”). A yang („ami”, „aki”) szócska egyszerűbb jelzős összetételeknél elhagyható. A mellékneveket középfokra a lebih, felsőfokra a paling elöljáró használatával emelhetjük.
| indonézül                | magyarul                                         |
| ------------------------ | ------------------------------------------------ |
| murid (yang) pintar      | okos diák („a diák, aki okos”)                   |
| murid yang lebih pintar  | az okosabb diák („a diák, aki jobban okos”)      |
| murid yang paling pintar | a legokosabb diák („a diák, aki legjobban okos”) |

### Igék
Az indonéz nyelvben az európai nyelvekhez hasonló igeragozás nincs, időhatározóval (pl. kemarin vagy besok) vagy elöljárókkal (sudah, sedang, akan) fejezzük ki az idejűséget. A sudah már megtörtént, a sedang jelenleg is folyamatban lévő, az akan jövőben majdan megtörténő cselekmények leírására használatos. Tagadásra a tidak („nem”), vagy a belum („még nem”) szócska szolgál.
| indonézül                     | magyarul                  |
| ----------------------------- | ------------------------- |
| Saya pergi ke sekolah.        | Iskolába megyek.          |
| Saya sudah pergi ke sekolah.  | Már elmentem az iskolába. |
| Saya besok pergi ke sekolah.  | Holnap iskolába megyek.   |
| Saya sedang pergi ke sekolah. | Éppen megyek az iskolába. |
| Saya akan pergi ke sekolah.   | Iskolába fogok menni.     |
| Saya tidak pergi ke sekolah.  | Nem megyek iskolába.      |
| Saya belum pergi ke sekolah.  | Még nem megyek iskolába.  |

## Példaszöveg
Az Emberi Jogok Egyetemes Nyilatkozatának első cikkelye:

Semua orang dilahirkan merdeka dan mempunyai martabat dan hak-hak yang sama. Mereka dikaruniai akal dan hati nurani dan hendaknya bergaul satu sama lain dalam semangat persaudaraan.
Minden emberi lény szabadon születik és egyenlő méltósága és joga van. Az emberek, ésszel és lelkiismerettel bírván, egymással szemben testvéri szellemben kell hogy viseltessenek.